# Стирол
Стиро́л (фенилэтиле́н, винилбензо́л, этенилбензо́л), брутто-формула {\displaystyle {\ce {C8H8}}}, рациональная формула {\displaystyle {\ce {C6H5-CH=CH2}}}, сокращённое химическое обозначение {\displaystyle {\ce {PhVi}}} — бесцветная ядовитая жидкость со специфическим запахом.
Стирол практически нерастворим в воде, хорошо растворим в органических растворителях, хороший растворитель полимеров.
Применяется в основном для синтеза полистирола и бутадиен-стирольного каучука.
По гигиеническому нормативу САНПИН 1.2.3685-21 (содержание в воздухе населённых мест) стирол относится ко второму классу опасности, по классификации опасных грузов ООН — к третьему.

## Получение
Большую часть стирола (около 85 %) в промышленности получают дегидрированием этилбензола:
{\displaystyle {\mathsf {C_{6}H_{5}C_{2}H_{5}\ \xrightarrow {^{o}t} \ C_{6}H_{5}CH{=}CH_{2}+H_{2}\!\uparrow }}}
при температуре 600—650 °С, атмосферном давлении и разбавлении перегретым водяным паром в 3—10 раз. Используются оксидные железо-хромовые катализаторы с добавкой карбоната калия.
Другой промышленный способ, которым получают оставшиеся 15 %, заключается в дегидратации метилфенилкарбинола, образующегося в процессе получения оксида пропилена из гидропероксида этилбензола. Гидропероксид этилбензола получают из этилбензола некаталитическим окислением воздухом.
Разрабатываются альтернативные способы получения стирола. Каталитическая циклодимеризация бутадиена в винилциклогексен, с его последующим дегидрированием. Окислительное сочетание толуола с образованием стильбена; метатезис стильбена с этиленом приводит к стиролу. Взаимодействием толуола с метанолом также может быть получен стирол. Кроме того, активно разрабатывались способы выделения стирола из жидких продуктов пиролиза. На сегодняшний день ни один из этих процессов не является экономически выгодным и в промышленном масштабе не реализован.
В лабораторных условиях может быть получен нагреванием до 320 °С полистирола с его моментальным охлаждением.

## Свойства
Стирол легко окисляется, присоединяет галогены, полимеризуется (образуя твёрдую стекловидную массу — полистирол) и сопополимеризуется с различными мономерами. Полимеризация происходит уже при комнатной температуре (иногда со взрывом), поэтому при хранении стирол стабилизируют антиоксидантами (например, третбутилпирокатехином, гидрохиноном).
Галогенирование, например, в реакции с бромом, в отличие от анилина, идёт не по бензольному кольцу, а по виниловой группе с образованием 1,2-дибромэтилбензола.

## Применение
Стирол применяют почти исключительно для производства полимеров. Многочисленные виды полимеров на основе стирола включают полистирол, пенопласт (вспененный полистирол), модифицированные стиролом полиэфиры, пластики АБС (акрилонитрил-бутадиен-стирол) и САН (стирол-акрилонитрил).
Реакцией сополимеризации бутадиена и стирола получают бутадиен-стирольные каучуки, используемые в производстве шин и в производстве формовых и неформовых резиновых изделий. Благодаря своей радиационной стойкости, бутадиен-стирольные каучуки применяются в производстве резин, устойчивых к гамма-излучению.
Стружка из полистирола, растворённая в стироле, является эффективным клеем для полистирола: под действием тепла и остатков полимеризаторов стирол в клеевом шве достаточно быстро полимеризуется и превращается в полистирол, таким образом две склеенные детали превращаются в монолитную деталь.
Также стирол входит в состав напалма.

## Токсичность и охрана труда
Стирол — яд общетоксического действия. Примесь стирола в воздухе может оказывать раздражающее действие на слизистые оболочки верхних дыхательных путей, а в высокой концентрации также вызывает раздражение глаз. Наиболее выраженным токсическим эффектом стирола является воздействие на центральную нервную систему. Специфическим проявлением нейротоксичности стирола является нарушение цветного зрения (способности различать цвета). Субъективные жалобы работающих со стиролом на производстве включают головную боль, головокружение, нарушение памяти и опьянение. При повышении концентрации стирола частота субъективных симптомов возрастает, появляются также жалобы на утомляемость и раздражительность. В нескольких исследованиях было отмечено коррелирующее с уровнем стирола в крови и его метаболитов в моче повышение уровня пролактина в сыворотке крови (не выходящее за пределы физиологический нормы). Предполагаемые воздействия типичных для работников химического производства доз стирола на другие системные функции человеческого организма достоверно не доказаны. Предполагаемая канцерогенность стирола также строго не доказана, поскольку проведённые исследования не позволяют исключить действие других возможных канцерогенов.
Ототоксичен (может ухудшать слух).

### Нормы допустимых концентраций
Стирол относится к третьему классу опасности (по ГОСТ 10003-90). Предельно допустимые концентрации (ПДК) стирола:
- ПДКм = 30 мг/м3;
- ПДКр.с. = 10 мг/м3 (среднесменная)[10];
- ПДКм.р. = 0,04 мг/м3;
- ПДКс.с. = 0,002 мг/м3;
- ПДКв. = 0,02 мг/л.

Реальное восприятие обонянием запаха начинается с концентрации 258 мг/м³, что превышает среднесменную ПДК в 25 раз. Часто за запах стирола ошибочно принимают запах остатков вспенивателей пенопласта как пентан, который в силу своей экстремальной летучести имеет очень высокую эмиссию из пенопласта пока весь не испарится из него Пентан является низкотоксичным газом, вызывающим только лёгкое раздражение слизистых оболочек при высокой концентрации.
Российские нормы ПДК для стирола соответствуют обычной средней замеряемой концентрации стирола в помещениях, где используются полистиролы, но не имеет отношения к воздействию на организм человека. Отличие этой нормы от воздействующих норм подробно разобрано в официальной работе Департамента Здравоохранения США известной как «Токсический профиль стирола».
В таблице 2-1 "Профиля" приведён обзор около 40 научных работ по токсичности стирола, которые выдавали разные значения в зависимости от исследования и типа воздействия стирола на организм.
| Воздействие стирола                                                 | Концентрация без наблюдаемых эффектов (NOAEL, ppm) | Концентрация минимально вредных эффектов (LOAEL, ppm) |
| ------------------------------------------------------------------- | -------------------------------------------------- | ----------------------------------------------------- |
| Снижения цветового восприятия                                       | 8                                                  | 20                                                    |
| Снижение интеллектуальных возможностей как решение логических задач | 10                                                 | 50                                                    |
| Потеря равновесия                                                   | не изучалась                                       | 25                                                    |
| Снижение времени реакции                                            | 8                                                  | 50                                                    |
| Снижение слуха                                                      | 18                                                 | 50                                                    |
| Снижение проводимости нервов                                        | 40                                                 | 50                                                    |

Токсическое воздействие стирола на человека имеет опьяняющий эффект и напоминает воздействие алкоголя. До концентрации 10 ppm (43 мг/м3) по современным научным данным не наблюдается никакого воздействия стирола на человека. Эта концентрация примерно соответствует самому жёсткому российскому ПДКм как 30 мг/м3. Однако даже норма LOAEL показывает концентрацию с которой опьяняющие эффекты стирола становятся едва уловимыми и только для профессионального учёного. Заметное опьяняющее влияние стирола начинается с концентрации около 100 ppm (430 мг/м3). Тем не менее, большинство рабочих, работавших в такой концентрации стирола 2-8 лет не обнаруживают каких либо эффектов с нервной системой. Такая концентрация превышает примерно в 1000 раз российские нормы на концентрации стирола и пояснение этому дано в разделе 1.5 работы «Токсический профиль стирола», где указано, что часто «ПДК» формулируются от среднего уровня присутствия стирола в помещениях, в то время как токсичный уровень стирола отличается примерно в 1000 раз по концентрации от среднего в помещениях. В таблице 8-1 регулятор США указывает, что подобный подход использует и ВОЗ, используя норму 0,26 мг/м3 Регулятор США с этим не соглашается в виду отсутствия научного обоснования для принятия средней концентрации стирола в помещениях как именно нормы ПДК. Регулятор США отмечает, что с позицией ВОЗ не согласны почти всё экспертное сообщество США от профсоюзных организаций до различных агентств по охране труда и окружающей среды. Регулятор США приводит в таблице 8-1 мнение экспертного сообщества США о разумной норме ПДК для стирола.
| Регулятор | ПДК стирола мг/м3 | Время нахождения в день в указанной концентрации |
| --------- | ----------------- | ------------------------------------------------ |
| ВОЗ       | 0,26              | Не указано в стандарте ВОЗ                       |
| ACGIH     | 85                | 8 часов                                          |
| AIHA      | 213               | 8 часов                                          |
| EPA       | 85                | 8 часов                                          |
| NIOSH     | 200               | 10 часов                                         |
| OSHA      | 400               | 8 часов                                          |

По мнению регулятора США, если интерпретировать научные работы по токсичности стирола, то следует принять с запасом норму 86 мг/м3 для 8 часового рабочего дня,
Отдельно в «Токсический профиль стирола» отмечается, что кроме опьяняющих эффектов все остальные заявляемые токсичные явления, в частности воздействие на печень и репродуктивную функцию являются по больше части выдумкой и не подтверждаются ни экспериментами над животными, ни наблюдениями за человеком.
Для анализа воздействия стирола на печень подопытные крысы находились в концентрации стирола 160ppm более 2х лет, никаких эффектов воздействия на печень крыс не было обнаружено (см. раздел 2.2 «профиля»). У рабочих, находившихся в концентрации 40ppm в течение 5 лет, не обнаруживается никаких нарушений функционирования печени. У людей также не обнаруживается повреждений клеток обоняния, как и у крыс. Регулятор США отдельно отмечает, что попытки распространять опыты с мышами на человека в части деструкции обоняния являются ошибочными, экспериментально повреждений у человека не обнаруживается и даже теоретически не ожидается из-за разной конструкции рецепторов обоняния у мышей и людей. Регулятор США отмечает, что хотя отмечено негативное воздействие стирола на беременность хомяков при очень высокой концентрации 1000 ppm в течение 18 дней, но у всех более крупных животных в ингаляционных и оральных формах даже крупные дозы стирола не оказывали влияния на беременность. Статистически в США также не фиксируется никакой корреляции между беременностью женщин, находившихся под воздействием крупных доз стирола и каких-либо пороков плода. Одно из исследований (Kolstad et al. 1999a) зафиксировало аномалии сперматозоидов у рабочих под действием стирола, но как отмечают сами исследователи «аномалия» никак не повлияла на способность к зачатию или к каким-либо дефектам плода. Данные аномалии наблюдаемы при нахождении 6 часов в день при концентрации стирола свыше 500 ppm.

### Канцерогенные эффекты
При этом Департамент Здравоохранения США в «Токсический профиль стирола» отмечает, что по данным ВОЗ изучается канцерогенное влияние стирола на человека. Сам Минздрав США в «профиле» отмечает, что имеются только весьма косвенные данные из научных исследований. Раковые заболевания удалось выявить под действием больших доз стирола только у мышей. Данные же по работникам химических предприятий обычно не показывали никакого превышения по статистике раковых заболеваний. По данным ВОЗ оценочный риск рака от стирола оценивается между 1 случай на 50.000 человек под воздействием стирола, до 1 случай на 1.000.000 человек на основе теоретических предположений, таких как химические реакции с участием стирола способные повредить ДНК, но не доказательство того, что это наблюдалось на людях где либо как онкологический эффект.
До 2018 года никаких прямых доказательств о канцерогенности стирола не было. Единственное прямое доказательство возможного канцерогенного воздействия стирола на человека было получено в 2018, что повлекло со стороны ВОЗ и Международного агентства по исследованию рака (IARC) пересмотра классификации стирола с «вероятно» до «возможно» канцерогенного. Было исследовано 73036 рабочих, которые работали в прямом контакте со стиролом на химическом производстве. Нормальное количество миелоидного лейкоза (редкая форма лейкемии) составляет примерно 10 человек на такое количество людей, было обнаружено 25 случаев миелоидного лейкоза. На основании этого были введены новые нормы по работе со стиролом на химических предприятиях. Нормальный риск возникновения рака составляет примерно 20 % в течение жизни, в данном случае обсуждается гипотетический риск рака примерно 0,01 % и исключительно для работников химической промышленности. Даже риск 0,01 % является гипотетическим, так как работники химической промышленности используют множество химических веществ в работе и что именно стирол, а не какой-то другой сопутствующий реактив вызвал указанный эффект не доказано. Для бытового использования продуктов на основе полистирола эмиссия составляет более чем в 10.000 раз меньшую дозу, и какие либо доказательства или ограничения по применению продуктов полистирола в бытовом использовании отсутствуют. Как отмечает FDA и Cancer Council, куда большее значение для снижения риска возникновения рака имеет не истерия вокруг стирола, а отказ от курения, загара, алкоголя и употребления нездоровой пищи.